# 执行器

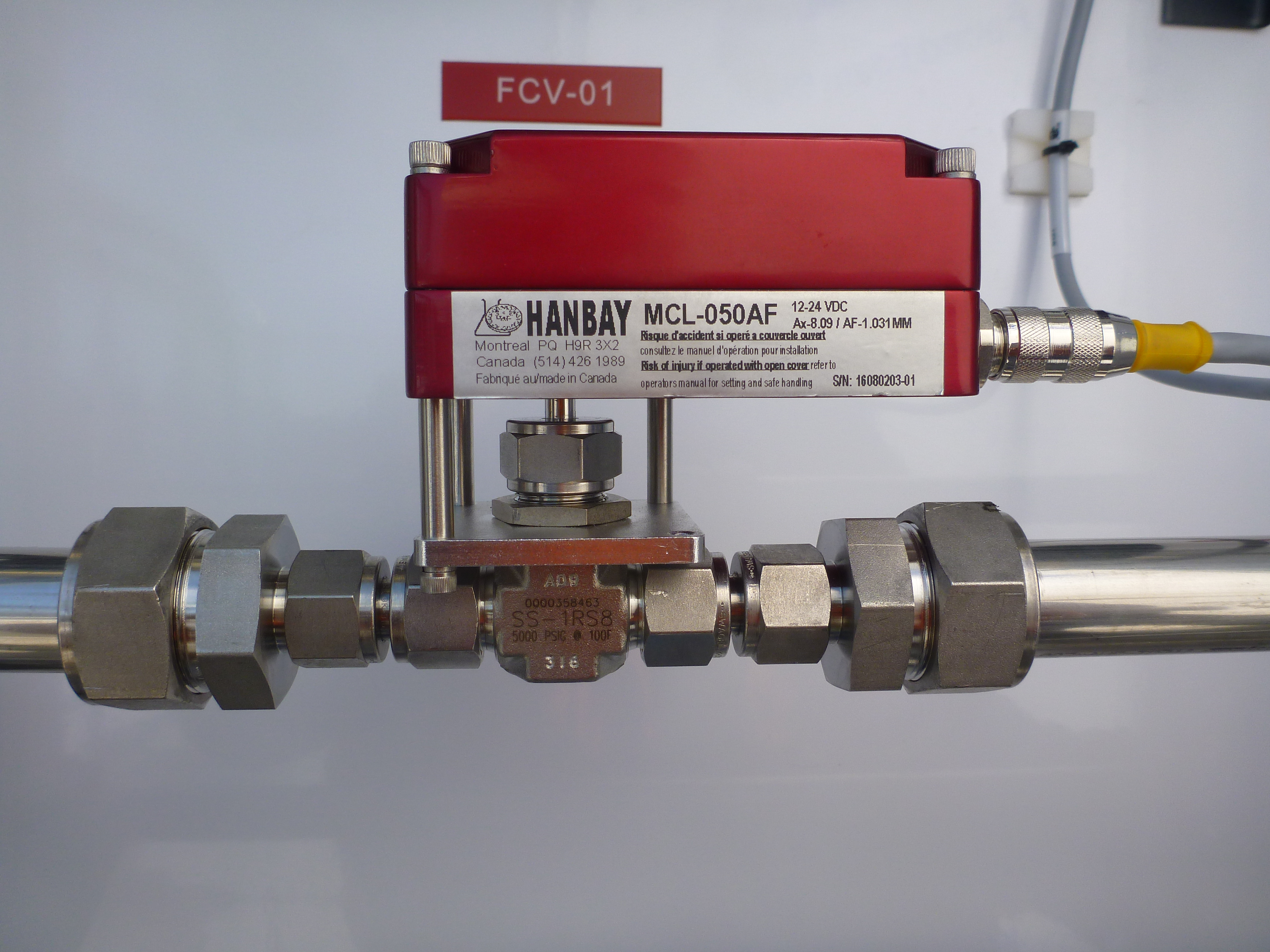
执行器的一种：阀门执行器

执行器（英語：Actuators）又称为促动器、致动器、操动件、执行机构、驱动器或驱动件，是一種將能源轉換成機械動能的裝置，並可藉由執行器來控制驅使物體進行各種預定動作。这类机械能把能量转化为运动。根据能量来源分为：電動執行器、油壓執行器及空壓執行器等。按尺度来分可为普通執行器、微執行器和纳米執行器等。